# Calyptronema xiphodentatum
Calyptronema xiphodentatum is een rondwormensoort uit de familie van de Enchelidiidae.